# عشق (چیست)؟
«عشق (چیست)؟» (به انگلیسی: (What Is) Love?) ترانه‌ای از هنرمند اهل ایالات متحده آمریکا جنیفر لوپز است که در ۲۲ آوریل ۲۰۱۱ منتشر شد. این ترانه در آلبوم عشق؟ قرار داشت.